# Olginate
Olginate is een gemeente in de Italiaanse provincie Lecco (regio Lombardije) en telt 7040 inwoners (2019). De oppervlakte bedraagt 7,9 km², de bevolkingsdichtheid is 956 inwoners per km².
De volgende frazioni maken deel uit van de gemeente: consonno.

## Demografie
Olginate telt ongeveer 2773 huishoudens. Het aantal inwoners steeg in de periode 1991-2001 met 0,9% volgens cijfers uit de tienjaarlijkse volkstellingen van ISTAT.
| Jaar | Inwoneraantal |
| ---- | ------------- |
| 1991 | 6635          |
| 2001 | 6695          |

## Geografie
De gemeente ligt op ongeveer 200 m boven zeeniveau.
Olginate grenst aan de volgende gemeenten: Airuno, Brivio, Calolziocorte, Galbiate, Garlate, Valgreghentino, Vercurago.

## Geboren
- Cesare Orsenigo (1873-1946), Apostolisch diplomaat, titulair aartsbisschop